# انتقام‌جویان (بازی ویدئویی ۲۰۲۰)
انتقام‌جویان (انگلیسی: Avengers) یک بازی ویدئویی در سبک اکشن-ماجراجویی است که توسط کریستال داینامیکس توسعه یافته و به‌وسیلهٔ اسکوئر انیکس و در سال ۲۰۲۰ و در پلت‌فرم‌های مایکروسافت ویندوز، پلی‌استیشن ۴، اکس‌باکس وان، و گوگل استادیا منتشر شده‌است. این بازی با الهام از تیم ابرقهرمانی انتقام‌جویان از شرکت مارول کامیکس ساخته شده‌است. نسخهٔ کنسول‌های پلی‌استیشن ۵ و اکس‌باکس سری اکس/اس این بازی نیز در سال ۲۰۲۱ عرضه شد.

## گیم پلی
بازی را می‌توان به‌صورت آفلاین به عنوان یک تجربه تک‌نفره یا به‌صورت آنلاین با حداکثر چهار نفر در طول جنبه‌های خاص بازی انجام داد. بازی دارای گزینه‌های سفارشی سازی بسیاری از جمله توانایی‌ها و لباس‌ها است که با استفاده از یک درخت مهارت می‌توان آن‌ها ارتقا داد. لباس‌های بازی از «همه گوشه‌های جهان مارول» برگرفته است و می‌توان جداگانه به عنوان محتوای قابل دانلود خریداری کرد. بازی در محتوای قابل دانلودش شخصیت اسپایدرمن و هاکای و کیپ شاپ را نیز دارد. بازیکنان همچنین می‌توانند به روزرسانی‌های رایگان و حاوی مناطق و شخصیت‌های جدید را دریافت کنند. همچنین در نسخهٔ کنسول‌های پلی‌استیشن ۴ و پلی‌استیشن ۵ شخصیت انحصاری اسپایدرمن قابل بازی خواهد بود.